# Contea di Potter (Texas)
La contea di Potter in inglese Potter County è una contea dello Stato del Texas, negli Stati Uniti. La popolazione al censimento del 2010 era di 113 546 abitanti. Il capoluogo di contea è Amarillo. La contea è stata creata nel 1876 ed organizzata nel 1887. Il suo nome deriva dal politico Robert Potter, uno dei firmatari della Dichiarazione d'indipendenza del Texas e Segretario della Marina del Texas.

## Geografia fisica
| Anno | Popolazione | ±%       |
| ---- | ----------- | -------- |
| 1880 | 28          | Note:    |
| 1890 | 849         | 2,932.1% |
| 1900 | 1,820       | 114.4%   |
| 1910 | 12,424      | 582.6%   |
| 1920 | 16,710      | 34.5%    |
| 1930 | 46,080      | 175.8%   |
| 1940 | 54,265      | 17.8%    |
| 1950 | 73,366      | 35.2%    |
| 1960 | 115,580     | 57.5%    |
| 1970 | 90,511      | −21.7%   |
| 1980 | 98,637      | 9.0%     |
| 1990 | 97,874      | −0.8%    |
| 2000 | 113,546     | 16.0%    |
| 2010 | 121,073     | 6.6%     |

Secondo l'Ufficio del censimento degli Stati Uniti d'America la contea ha un'area totale di 922 miglia quadrate (2390 km²), di cui 908 miglia quadrate (2350 km²) sono terra, mentre 14 miglia quadrate (36 km², corrispondenti all'1,5% del territorio) sono costituiti dall'acqua.

### Strade principali
- Interstate 27
- Interstate 40
- Interstate 40 Business
- U.S. Highway 60
- U.S. Highway 87
- U.S. Highway 287
- State Highway 136
- State Highway Loop 335

### Contee adiacenti
- Moore County (nord)
- Carson County (est)
- Randall County (sud)
- Oldham County (ovest)
- Deaf Smith County (sud-ovest)
- Armstrong County (sud-est)
- Hartley County (nord-ovest)
- Hutchinson County (nord-est)

### Aree nazionali protette
- Alibates Flint Quarries National Monument
- Lake Meredith National Recreation Area

## Amministrazione
La Clements Unit e la Neal Unit, del Texas Department of Criminal Justice, sono presenti in una comunità non incorporata della contea di Potter, ad est della città di Amarillo.